# Kathedrale von Przemyśl

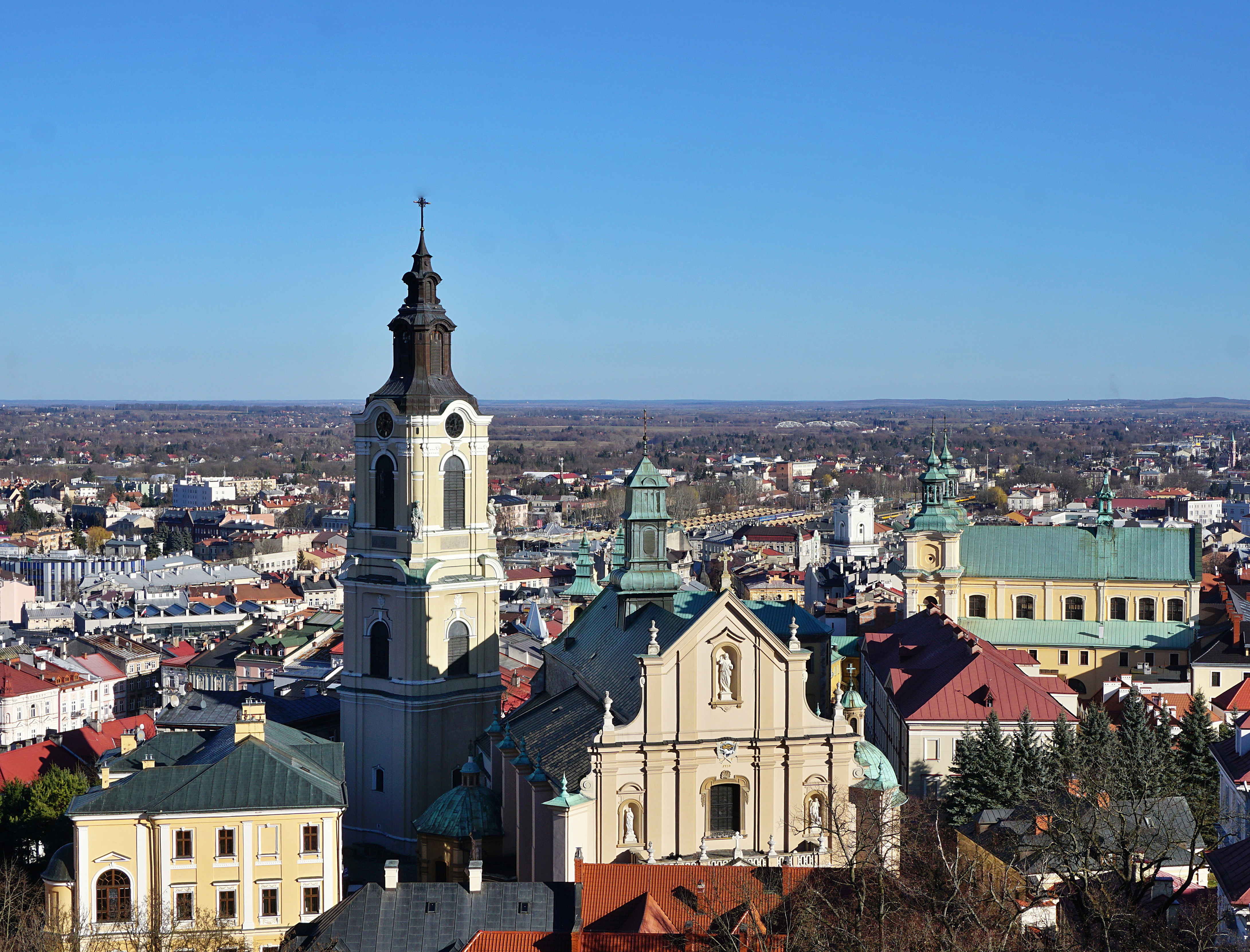
Kathedrale, Blick vom Schlossturm

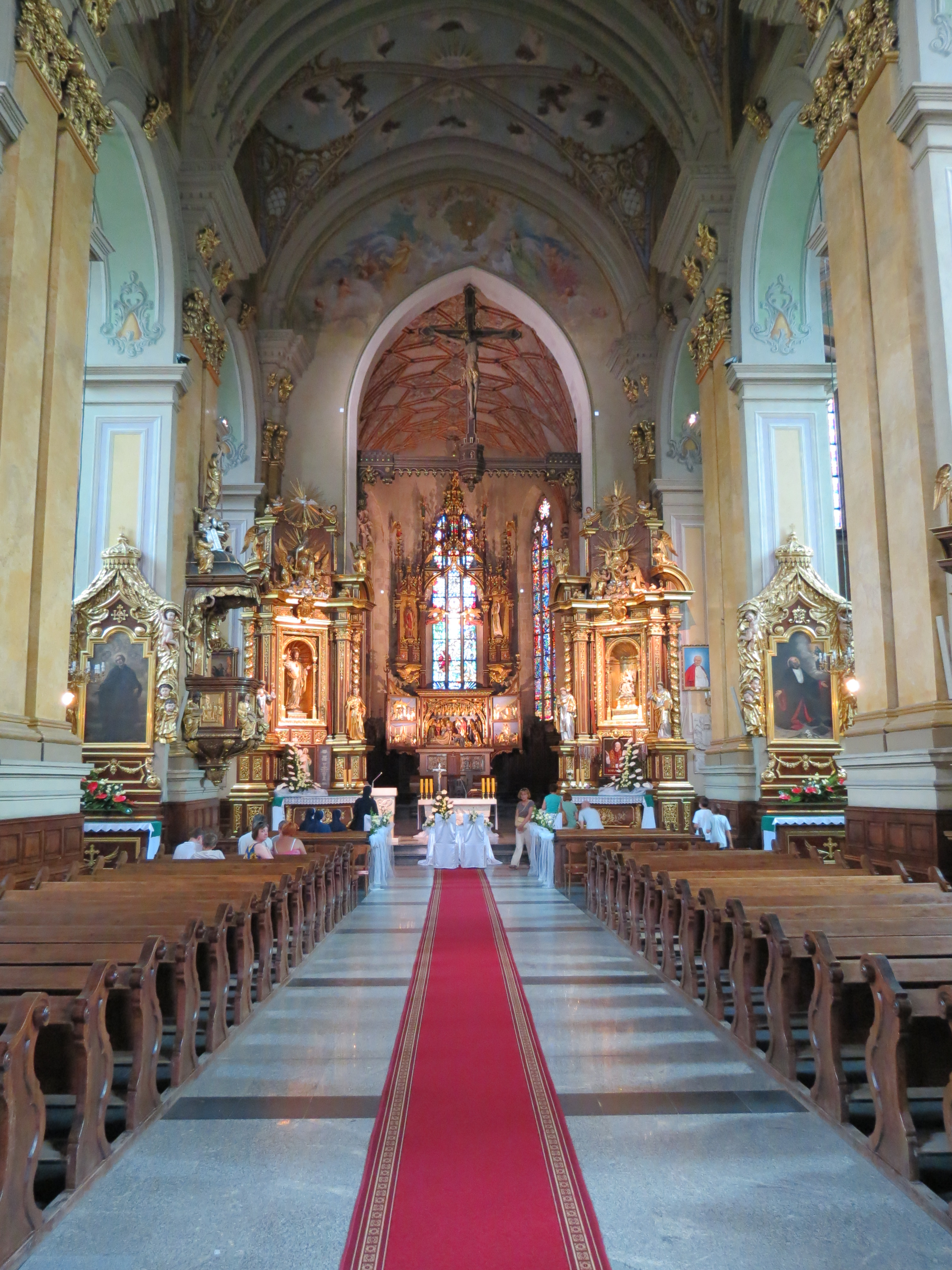
Innenraum der Kathedrale

Die Kathedrale von Przemyśl, offiziell die Kathedralbasilika Mariä Himmelfahrt und St. Johannes der Täufer (polnisch Bazylika Katedralna Wniebowzięcia NMP i św. Jana Chrzciciela), ist eine römisch-katholische Kirche in Przemyśl, Polen. Die Kathedrale des Erzbistums Przemyśl trägt den Titel einer Basilica minor und ist als Kulturgut geschützt.

## Geschichte
Die erste Kathedrale seit der Wiederbelebung der Diözese unter dem Bischof Erik von Winsen im Jahre 1375 war bis 1412 eine Holzkirche, die den Heiligen Peter und Paul gewidmet wurde und auf dem Platz neben der heutigen Kirche des Heiligen Herzens Jesu stand. Von 1412 bis 1460 stand eine aus Stein errichtete, ruthenische Kathedrale im Innenhof des Schlosses Przemyśl.
Der Bau der heutigen Kathedrale im gotischen Stil begann 1495 unter Bischof Mikołaj Błażejowski. Nur die Wände und Säulen blieben erhalten. Die Neuerrichtung wurde zusammen mit der Inneneinrichtung in den ersten Jahrzehnten des 16. Jahrhunderts abgeschlossen. Im Jahr 1578 finanzierte der Staroste von Przemyśl, Jan Tomasz Drohojowski, die heutige Kapelle des Allerheiligsten Sakraments. Aufgrund der ständigen Bedrohung durch die Invasionen der Tataren und der Walachen wurde die Kirche befestigt, von einer Mauer umgeben und mit Kanonen ausgerüstet. Die Arbeit dauerte insgesamt von 1460 bis 1571.
Unter dem Chor befinden sich Fundamente der spätromanischen Steinrotunde aus der ersten Hälfte des 13. Jahrhunderts. Die Kathedrale überlebte die Kriege des 17. Jahrhunderts, die gotische Kathedrale diente den Bischöfen von Przemyśl bis Anfang des 18. Jahrhunderts. Bischof Aleksander Antoni Fredro entschied sich für den Umbau im Barockstil. Diese Arbeiten wurden ab 1724 ausgeführt. Der Chor erhielt einen riesigen Barockaltar, zwei Kapellen mit eigenen Kuppeln wurden geschaffen. Im Jahre 1733 brach das Gewölbe ein und zerstörte teilweise die Ausstattung der Kirche und die Krypta. Bis 1744 wurde die Kirche wieder aufgebaut. Um die Wende des 19. und 20. Jahrhunderts wurde sie erneut umgebaut, wobei die ältesten Teile der Kirche wieder einen gotischen Charakter erhielten.
Die Kathedrale erhielt 1960 durch Papst Johannes XXIII. zusätzlich den Status einer Basilica minor verliehen. Im Jahr 2014 wurden die Krypten unter der Kirche der Öffentlichkeit zugänglich gemacht. Das wertvollste Element des Untergrunds sind die Außenmauern der romanischen Rotunde von St. Nikolaus, wahrscheinlich ab 1215 errichtet, bestehend aus einem kreisrunden Kirchenschiff und Hufeisen-Apsiden. Der Glockenturm, der neben der Kirche für die Bewohner von Przemyśl steht, dient oft als Wahrzeichen.